# Meczet al-Fatiha w Manamie
Meczet al-Fatiha (arab. مسجد الفاتح) – meczet w Manamie, zbudowany w latach 1984–1988 pod patronatem Isy ibn Salmana Al Chalify, ówczesnego emira Bahrajnu. Jest największym miejscem kultu w Bahrajnie, a od 2006 roku mieści się w nim także Biblioteka Narodowa Bahrajnu.
Meczet zajmuje powierzchnię 6 500 km² i może pomieścić 7 000 osób, a jego ściany są pokryte inskrypcjami kufickimi. Podłoga wyłożona jest marmurem, natomiast kopułę wykonano z włókna szklanego. W meczecie odbywają się codzienne modlitwy zbiorowe, a także modlitwy piątkowe. Meczet wchodzi w skład Centrum Islamskiego im. Ahmada al-Fatiha.